# Прелюбовичи
Прелюбовичи (на сръбски: Прељубовићи) е село в Босна и Херцеговина, разположено в община Соколац, в ентитета на Република Сръбска. Населението му според преброяването през 2013 г. е 26 души, от тях: 18 (69,23 %) бошняци 8 (30,76 %) сърби.

## Население
Численост на населението според преброяванията през годините:
- 1961 – 257 души
- 1971 – 232 души
- 1981 – 163 души
- 1991 – 155 души
- 2013 – 26 души